# Anthony Baffoe
Anthony Baffoe (né le 25 mai 1965 à Bonn) est un footballeur ghanéen, qui évoluait au poste de défenseur.

## Biographie
Il fait l'essentiel de sa carrière en Allemagne, pays où il est né, mais passe également 2 ans au FC Metz. Il compte 16 sélections en équipe du Ghana avec laquelle il a atteint la finale de la Coupe d'Afrique des Nations 1992.
Depuis le printemps 2006, l'ancien international occupe les fonctions de responsable des relations internationales au sein de la fédération ghanéenne de football. Il est également membre du comité d'organisation de la Coupe d'Afrique des Nations 2008, qui a lieu au Ghana.

## Clubs
- ???? - 1974 : FC Ringsdorff Godesberg -  Allemagne
- 1974 - 1980 : Godesberger FV -  Allemagne
- 1983 - 1985 : FC Cologne -  Allemagne
- 1985 - 1986 : Rot-Weiss Oberhausen -  Allemagne
- 1986 - 1987 : Stuttgarter Kickers -  Allemagne
- 1987 - 1989 : SC Fortuna Cologne -  Allemagne
- 1989 - 1992 : Fortuna Düsseldorf -  Allemagne
- 1992 - 1994 : FC Metz -  France
- 1994 - 1996 : OGC Nice -  France
- 1997 - 1998 : Hong Kong Golden FC -  Hong Kong
- 1998 - 1999 : Caracas FC -  Venezuela
- 1999 - 2001 : Ashanti Gold SC -  Ghana
- 2002 - 2003 : Ajax Cape Town -  Afrique du Sud
- 2007 -  : entraîneur de l'équipe du Ghana espoirs

## Source
- Marc Barreaud, Dictionnaire des footballeurs étrangers du championnat professionnel français (1932-1997), L'Harmattan, 1997. Baffoe entraîne les moins de 23 ans ghanéens.